# Saison 1937-1938 de l'AS Saint-Étienne
Chronologie
Saison précédente Saison suivante
Cet article traite de la saison 1937-1938 de l'AS Saint-Étienne.
5e saison de l'ASSE en Division 2. L'ASSE joue également en Coupe de France

## Résumé de la saison
- La D2 ne suffit manifestement plus au président qui recrute une fois de plus de nombreux internationaux et un nouvel entraîneur, William Duckworth, de retour au club. Objectif : D1.
- L'entraîneur va réussir à atteindre cet objectif. En effet, l'équipe sera première de la poule sud (7 équipes), et seconde de la poule finale (16 équipes), derrière Le Havre AC.
- L'ASSE jouera donc en 1938-1939 sa première saison parmi l'élite professionnelle.
- À la fin de la saison 1937-1938, l'ASSE compte 403 licenciés et 22 équipes. Les juniors remportent le championnat et la Coupe dans leur catégorie. Les minimes sont également champions[1].

## Équipe Professionnelle

### Transferts
| Nom                | Nationalité | Poste     | Transfert | Provenance/Destination | Division     |
| ------------------ | ----------- | --------- | --------- | ---------------------- | ------------ |
| Arrivées           |             |           |           |                        |              |
| Pierre Favier      |             | Gardien   | Transfert | US Boulogne            | Division 2   |
| Arsène Casy        |             | Défenseur | Transfert | FC Mulhouse            | Division 2   |
| André Borie        |             | Défenseur | -         | -                      | -            |
| Lokmiti Boudjemaa  |             | Milieu    | Transfert | OGC Nice               | Division 2   |
| Echik Ouadah       |             | Milieu    | -         | -                      | -            |
| Jean Varraud       |             | Milieu    | -         | -                      | -            |
| Onofré Lazzaro     |             | Milieu    | -         | -                      | -            |
| Gaston Plovie      |             | Attaquant | Transfert | Football Club de Sète  | Division 1   |
| Gustav Hermann     |             | Attaquant | -         | -                      | -            |
| Slavko Kodrnja     |             | Attaquant | Transfert | BSC Young Boys         | Super League |
| Camille Lascioli   |             | Attaquant | -         | -                      | -            |
| Jean Bourdier      |             | Attaquant | -         | -                      | -            |
| Lucien Roux        |             | Attaquant | -         | -                      | -            |
| René Pasquini      |             | Attaquant | -         | -                      | -            |
| Départs            |             |           |           |                        |              |
| Louis Collet       |             | Gardien   | -         | -                      | -            |
| René Denis         |             | Gardien   | -         | -                      | -            |
| Joseph Mugnier     |             | Défenseur | -         | -                      | -            |
| Ljubiša Stefanović |             | Milieu    | Transfert | Toulouse FC            | Division 2   |
| Marcel Langiller   |             | Attaquant | Transfert | CA Paris               | Division 2   |
| Lazlo Kovacs       |             | Attaquant | -         | -                      | -            |
| Albert Polge       |             | Attaquant | -         | -                      | -            |

### Championnat

#### Tableau récapitulatif des matchs

##### Poule Sud
| Date       | N o | Adversaire     | Lieu  | Résultat | Buteurs pour Saint-Étienne                  | Points |
| ---------- | --- | -------------- | ----- | -------- | ------------------------------------------- | ------ |
| 22/08/1937 | J01 | Nîmes          | Ext.  | 0 - 2    | Ro. Pasquini 75e, Beck                      | 2      |
| 29/08/1937 | J02 | OGC Nice       | Dom.  | 0 – 0    | -                                           | 3      |
| 05/09/1937 | J03 | Alès           | Ext.  | 3 - 2    | Ro. Pasquini , Tax -                        | 3      |
| 19/09/1937 | J04 | Bordeaux       | Dom.  | 7 - 2    | Tax 25e, Beck 40e , Ro.Pasquini             | 5      |
| 26/09/1937 | J05 | SO Montpellier | Ext.  | 1 - 3    | Beck , Hermann                              | 7      |
| 03/10/1937 | J06 | Toulouse       | Dom.  | 5 - 0    | Roux , Hermann , Tax , Beck                 | 9      |
| 10/10/1937 | J07 | Nîmes          | Dom.  | 4 - 1    | Cabannes , Charbit , Rolhion                | 11     |
| 17/10/1937 | J08 | OGC Nice       | Ext.. | 1 – 1    | Beck                                        | 12     |
| 24/10/1937 | J09 | Alès           | Dom.  | 1 – 1    | Tax                                         | 13     |
| 11/11/1937 | J10 | Bordeaux       | Ext.  | 5 - 1    | Odry                                        | 13     |
| 21/11/1937 | J11 | SO Montpellier | Dom.  | 3 - 1    | Ro. Pasquini 50e, Hermann 67e, Cabannes 55e | 15     |
| 05/12/1937 | J12 | Toulouse       | Ext   | 2 - 0    | -                                           | 15     |

La rencontre retour contre Bordeaux a été finalement gagnée sur tapis vert (3-0). L’ASSE compte donc finalement 17 points.

##### Poule Promotion, matchs allers
| Date       | N o | Adversaire    | Lieu | Résultat | Buteurs pour Saint-Étienne   | Points |
| ---------- | --- | ------------- | ---- | -------- | ---------------------------- | ------ |
| 12/12/1937 | J01 | SM Caen       | Ext. | 1 - 3    | Ro.Pasquini , Beck 30e       | 2      |
| 23/12/1937 | J02 | OGC Nice      | Dom. | 2 - 1    | Hermann                      | 4      |
| 26/12/1937 | J03 | Alès          | Ext. | 1 - 0    | -                            | 4      |
| 02/01/1938 | J04 | CA Paris      | Dom. | 3 - 0    | Hermann , Beck , Tax         | 6      |
| 13/01/1938 | J05 | USL Dunkerque | Ext. | 0 – 0    | -                            | 7      |
| 16/01/1938 | J06 | US Tourcoing  | Ext. | 0 - 3    | Beck , Hermann , Ro.Pasquini | 9      |
| 23/01/1938 | J07 | Toulouse      | Dom. | 2 - 1    | Beck                         | 11     |
| 30/01/1938 | J08 | RC Arras      | Ext. | 2 - 3    | Plovie , Beck                | 13     |
| 06/02/1938 | J09 | Reims         | Dom. | 2 - 0    | Beck , Kordjna               | 15     |
| 13/02/1938 | J10 | SR Colmar     | Ext. | 1 - 2    | Beck , Ro.Pasquini           | 17     |
| 17/02/1938 | J11 | FC Mulhouse   | Ext. | 2 - 4    | Ro.Pasquini , Beck , Plovie  | 19     |
| 27/02/1938 | J12 | FC Nancy      | Dom. | 6 - 2    | Beck , Kordjna , Ro.Pasquini | 21     |
| 01/03/1938 | J13 | US Boulogne   | Dom. | 7 - 0    | Beck , Plovie , Hermann      | 23     |
| 10/03/1938 | J14 | Le Havre AC   | Ext. | 4 - 1    | Beck                         | 23     |
| 13/03/1938 | J15 | Rennes        | Dom. | 2 - 1    | Beck 3e Pasquini 30e         | 25     |

##### Poule Promotion, matchs retours
| Date       | N o | Adversaire    | Lieu | Résultat | Buteurs pour Saint-Étienne                    | Points |
| ---------- | --- | ------------- | ---- | -------- | --------------------------------------------- | ------ |
| 20/03/1938 | J16 | Reims         | Ext. | 2 - 1    | Biechert                                      | 25     |
| 24/03/1938 | J17 | Rennes        | Ext. | 3 - 0    | -                                             | 25     |
| 27/03/1938 | J18 | Le Havre AC   | Dom. | 2 - 3    | Ro.Pasquini 28e, Re.Pasquini 80e              | 25     |
| 03/04/1938 | J19 | OGC Nice      | Ext. | 3 - 1    | Beck                                          | 25     |
| 10/04/1938 | J20 | SM Caen       | Dom. | 0 – 0    | -                                             | 26     |
| 16/04/1938 | J21 | FC Nancy      | Ext. | 0 - 1    | Kordjna 44e                                   | 28     |
| 18/04/1938 | J22 | US Boulogne   | Ext. | 0 – 0    | -                                             | 29     |
| 24/04/1938 | J23 | SR Colmar     | Dom. | 4 - 1    | Ro.Pasquini , Plovie , Tax                    | 31     |
| 28/04/1938 | J24 | FC Mulhouse   | Dom. | 3 – 3    | Plovie , Kordjna                              | 32     |
| 01/05/1938 | J25 | CA Paris      | Ext. | 1 – 1    | Cabannes 65e                                  | 33     |
| 08/05/1938 | J26 | USL Dunkerque | Dom. | 3 – 3    | Tax , Boudjemaa , Cabannes                    | 34     |
| 15/05/1938 | J27 | Alès          | Dom. | 5 - 0    | Boudjemaa , Tax , Kordjna , Hermann           | 36     |
| 22/05/1938 | J28 | Toulouse      | Ext. | 1 - 4    | Kordjna , Hermann                             | 38     |
| 26/05/1938 | J29 | RC Arras      | Dom. | 0 – 0    | -                                             | 39     |
| 29/05/1938 | J30 | US Tourcoing  | Dom. | 7 - 3    | Tax , Hermann , Plovie , Cabannes , Boudjemaa | 41     |

#### Classement
Le Championnat de France de football D2 1937-1938 va se dérouler en deux phases.
Dans un premier temps, les 25 clubs vont être répartis dans quatre poules géographiques : les quatre premiers de chaque poule sont reversés dans le groupe de promotion (16 équipes dont les deux premières pourront accéder à la première division). L'ASSE se retrouve alors dans le groupe Sud.

##### Poule Sud
| Rang | Équipe                | Pts | J  | G | N | P | Bp | Bc | Diff |
| ---- | --------------------- | --- | -- | - | - | - | -- | -- | ---- |
| 1    | AS Saint-Étienne      | 17  | 12 | 7 | 3 | 2 | 31 | 13 | +18  |
| 2    | Toulouse FC           | 16  | 12 | 6 | 4 | 2 | 21 | 22 | -1   |
| 3    | Olympique d'Alès      | 15  | 12 | 5 | 5 | 2 | 24 | 12 | +12  |
| 4    | OGC Nice              | 15  | 12 | 5 | 5 | 2 | 26 | 19 | +7   |
| 5    | SO Montpellier        | 11  | 12 | 4 | 3 | 5 | 19 | 19 | 0    |
| 6    | Girondins de Bordeaux | 5   | 12 | 1 | 3 | 8 | 23 | 33 | -10  |
| 7    | Nîmes Olympique       | 4   | 12 | 1 | 3 | 8 | 12 | 38 | -26  |

Les 4 premiers de chaque poule se retrouvent ensuite dans une poule commune où les 2 premiers sont promus en Division 1

##### Poule Promotion
| #  | Club             | Joués | V  | N | D  | bp:bc | +/- | Points |
| -- | ---------------- | ----- | -- | - | -- | ----- | --- | ------ |
| 1  | Le Havre AC      | 30    | 20 | 4 | 6  | 77-40 | +37 | 44     |
| 2  | AS Saint-Étienne | 30    | 17 | 7 | 6  | 72-40 | +32 | 41     |
| 3  | Stade rennais    | 30    | 17 | 6 | 7  | 49-33 | +16 | 40     |
| 4  | SR Colmar        | 30    | 17 | 5 | 8  | 54-41 | +13 | 39     |
| 5  | USL Dunkerque    | 30    | 13 | 8 | 9  | 58-52 | +6  | 34     |
| 6  | RC Arras         | 30    | 12 | 8 | 10 | 46-43 | +3  | 32     |
| 7  | Toulouse FC      | 30    | 13 | 5 | 12 | 40-43 | -3  | 31     |
| 8  | OGC Nice         | 30    | 11 | 7 | 12 | 53-50 | +3  | 29     |
| 9  | CA Paris         | 30    | 12 | 4 | 14 | 60-50 | +10 | 28     |
| 10 | Stade de Reims   | 30    | 12 | 3 | 15 | 48-50 | -2  | 27     |
| 11 | FC Nancy         | 30    | 10 | 7 | 13 | 45-49 | -4  | 27     |
| 12 | Olympique d'Alès | 30    | 9  | 6 | 15 | 35-44 | -9  | 24     |
| 13 | US Boulogne      | 30    | 10 | 4 | 16 | 49-66 | -17 | 24     |
| 14 | SM Caen          | 30    | 9  | 5 | 16 | 47-71 | -24 | 23     |
| 15 | FC Mulhouse      | 30    | 9  | 4 | 17 | 41-62 | -21 | 22     |
| 16 | US Tourcoing     | 30    | 5  | 5 | 20 | 37-85 | -48 | 15     |

# position ; V victoires ; N match nuls ; D défaites ; bp:bc buts pour et buts contre
 Victoire à 2 points
- C'est avec une victoire 7-3 (2-2 mt) sur l'US Tourcoing que les Verts assurent pour la première fois leur place en D1.

### Coupe de France

#### Tableau récapitulatif des matchs
| Date       | N o   | Adversaire    | Lieu | Résultat | Buteurs pour Saint-Étienne          | Suite                    |
| ---------- | ----- | ------------- | ---- | -------- | ----------------------------------- | ------------------------ |
| 28/11/1937 | 1/64e | Saint-Raphaël | -    | 7 - 0    | Beck , Tax , Kordjna , Ro. Pasquini | Qualifiés pour les 1/32e |
| 30/12/1937 | 1/32e | Longwy        | -    | 2 - 1 ap | Varraud                             | Éliminés                 |

### Statistiques

#### Buteurs
| Place | Nom               | Division 2 | Coupe de France | TOTAL des BUTS |
| 1     | Yvan Beck         | 31 buts    | 3 buts          | 34 buts        |
| 2     | Roger Pasquini    | 14 buts    | 1 but           | 15 buts        |
| 3     | Gustav Hermann    | 14 buts    | -               | 14 buts        |
| 4     | Ignace Tax        | 9 buts     | 1 buts          | 10 buts        |
| 5     | Slavko Kodrnja    | 7 buts     | 2 buts          | 9 buts         |
| 6     | Gaston Plovie     | 8 buts     | -               | 8 buts         |
| 7     | Emile Cabannes    | 7 buts     | -               | 7 buts         |
| 8     | Lokmiti Boudjemaa | 5 buts     | -               | 5 buts         |
| 9     | Joseph Biechert   | 1 but      | -               | 1 but          |
| 9     | Max Charbit       | 1 but      | -               | 1 but          |
| 9     | Roger Rolhion     | 1 but      | -               | 1 but          |
| 9     | Lucien Roux       | 1 but      | -               | 1 but          |
| 9     | René Pasquini     | 1 but      | -               | 1 but          |
| 9     | Jean Varraud      | -          | 1 but           | 1 but          |
| Total | 14 buteurs        | 100 buts   | 8 buts          | 108 buts       |

Date de mise à jour : le 5 septembre 2014.

#### Affluences
- Moyenne d'affluence à domicile : + de 5 000 spectateurs

### Équipe de France
Un seul Stéphanois aura les honneurs de l’Equipe de France cette année en la personne de Yvan Beck qui jouera une rencontre de l’Equipe de France.
| Joueurs   | Position  | Date       | Lieu  | Adversaire | Score | Temps de jeu | Buts |
| Yvan Beck | Attaquant | 10.10.1937 | Paris | Suisse     | 2- 1  | 90           | -    |